# Branchiostegus argentatus
Branchiostegus argentatus är en fiskart som först beskrevs av Cuvier, 1830.  Branchiostegus argentatus ingår i släktet Branchiostegus och familjen Malacanthidae. Inga underarter finns listade.